# Mehlschwalbe
Die Mehlschwalbe (Delichon urbicum, Syn.: Delichon urbica), auch Stadtschwalbe und Kirchschwalbe genannt, ist eine Vogelart aus der Familie der Schwalben (Hirundinidae). Sie ist neben Ufer-, Rauch- und Felsenschwalbe die vierte Art dieser Familie, die in Mitteleuropa als Brutvogel vorkommt. Sie ist besonders gut durch den weißen Bürzel zu identifizieren, den keine andere europäische Schwalbenart zeigt.
Das Verbreitungsgebiet der Mehlschwalbe erstreckt sich über fast ganz Europa und das außertropische Asien. Trotz dieses großen Verbreitungsgebietes werden lediglich zwei Unterarten unterschieden. Mehlschwalben sind ausgeprägte Zugvögel. Die westeurasischen Brutvögel überwintern in der Regel in Afrika in einem Gebiet, das sich von der Südgrenze der Sahara bis zur Kapprovinz erstreckt. Die ostasiatischen Brutvögel halten sich während des Winterhalbjahres in einem Gebiet auf, das vom Süden Chinas über Indonesien bis nach Assam reicht.

## Beschreibung

### Erscheinungsbild
Die Mehlschwalbe hat eine Körperlänge von etwa 13 Zentimeter und wiegt zwischen 16 und 25 Gramm. Sie ist damit kleiner und schlanker als ein Sperling und zählt innerhalb der Familie der Schwalben zu den mittelgroßen Vögeln.

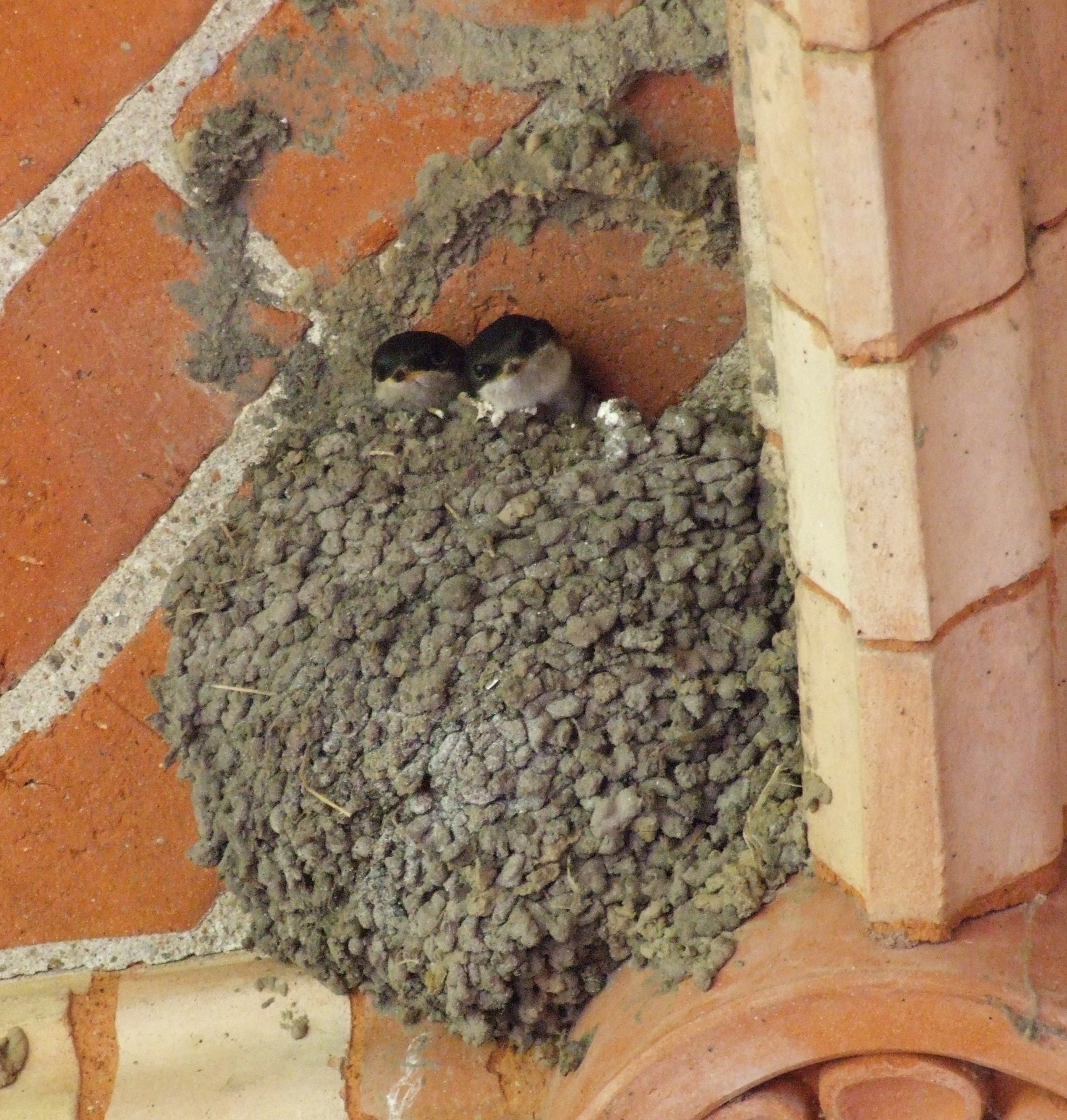
Zwei junge Mehlschwalben im Nest, Schweriner Schloss

Bei adulten Mehlschwalben sind der Kopf, der Rücken, die Oberseite der Flügel und der Schwanz blauschwarz. Die gesamte Körperunterseite und der Bürzel kontrastieren dazu mit einer reinweißen bis mehlweißen Färbung. Auch die kurzen Beine und die Füße sind weiß befiedert. Die Zehen und die wenigen unbefiederten Stellen der Beine sind hell fleischfarben. Verglichen mit der Rauchschwalbe ist der Schwanz weniger stark gegabelt; es fehlen stark verlängerte äußere Federn. Die Augen sind braun; der Schnabel ist kurz und schwarz. Ein Geschlechtsdimorphismus existiert nicht.
Gelegentlich treten unter Mehlschwalben auch Weißlinge auf, deren Gefieder entweder vollständig weiß ist oder bei denen die weißen Partien deutlich ausgedehnter sind als bei normal gefärbten Mehlschwalben. In der Literatur sind unter anderem Individuen beschrieben, bei denen nur der Kopf normal gefärbt und der Rest des Körpers weiß befiedert war oder bei denen rechts nur Flügelbug, Flügeldecke und Handschwingen reinweiß waren.
Jungvögel unterscheiden sich von adulten Vögeln durch eine bräunliche bis bräunlich-schwarze Körperoberseite, die erst an einigen Stellen bläulich-schwarz glänzt. Die Flügel sind gleichfalls bräunlich gefärbt und noch glanzlos. Die Kehle sowie die Flanken sind grau befiedert. Das auffälligste Unterscheidungsmerkmal ist der graue Bürzel (bei den Adulten reinweiß). Er wirkt gesprenkelt, da seine dunkelbraunen Federn weiße Spitzen aufweisen.
Das Dunenkleid frisch geschlüpfter Mehlschwalben ist gräulich-weiß gefärbt. Durch die Pelzdunen haben ältere Nestlinge ein weißwolliges Aussehen.

### Flugbild und Fluggeschwindigkeit

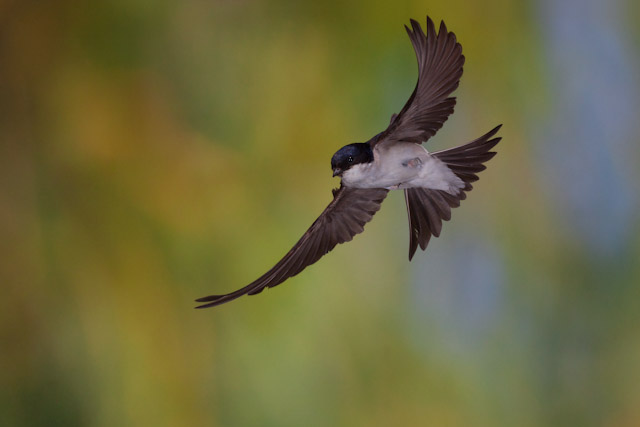
Mehlschwalbe im Flug

Der Flug der Mehlschwalbe ist verglichen mit dem der Rauchschwalbe weniger reißend, sondern eher flatternd und von längeren Gleitphasen unterbrochen. Charakteristisch für ihren Jagdflug ist ein häufiges, abruptes Hochsteigen mit schwirrenden Flügelschlägen. Die Flügelschlagfrequenz beträgt bei der Mehlschwalbe im Durchschnitt 5,3 Schläge pro Sekunde, während sie bei der Rauchschwalbe mit 4,4 Schlägen pro Sekunde etwas langsamer ist. Grundsätzlich jagt die Mehlschwalbe in höheren Luftschichten als die Rauchschwalbe. Auch wenn sie gelegentlich pflügenden Traktoren oder Weidevieh nachfliegt, um aufgescheuchte Insekten zu fangen, so beträgt ihre Jagdflughöhe im Brutgebiet durchschnittlich 21 Meter, in ihren Überwinterungsgebieten sogar 50 Meter über dem Boden. Rauchschwalben dagegen erjagen den größten Teil ihrer Beute in einer Flughöhe von sieben bis acht Metern.
Von Greifvögeln verfolgte Mehlschwalben erreichen eine Geschwindigkeit bis zu 74 Kilometer pro Stunde. Ziehende Mehlschwalben fliegen mit einer durchschnittlichen Geschwindigkeit von 43 Kilometern pro Stunde. Die Strecke zwischen dem Brutplatz und ihren Jagdrevieren legen sie mit durchschnittlich 38 Kilometern pro Stunde zurück.

### Unterscheidung von anderen Vogelarten
Aufgrund der charakteristischen Körperform und der Flugweise ordnen auch ornithologisch weniger Geübte Mehlschwalben den Schwalben zu. Im mitteleuropäischen Brutgebiet überlappt sich die Verbreitung der Mehlschwalbe mit drei anderen Schwalbenarten, von denen sie aber gut unterscheidbar ist:
Die Uferschwalbe als kleinste europäische Schwalbe besitzt eine einfarbig mittelbraune Oberseite, ein braunes Brustband sowie einen nur schwach gegabelten Schwanz. Die Rauchschwalbe hat eine metallisch glänzende blauschwarze Körperoberseite, weist aber anders als die Mehlschwalbe stark verlängerte äußere Schwanzfedern, ein blauschwarzes Kropfband und eine kastanienrote Kehle und Stirn auf. Die in Mitteleuropa deutlich seltener zu beobachtende Felsenschwalbe ist größer als die Mehlschwalbe und hat ähnlich wie die Uferschwalbe eine braune Oberseite. Ihr Schwanz ist gerade abgeschnitten und am unteren Ende der Schwanzfedern finden sich wie bei der Rauchschwalbe weiße Felder. Als Brutvogel kommt die Felsenschwalbe regelmäßig am Alpennordrand vor. Im afrikanischen Überwinterungsgebiet besteht eine Verwechslungsmöglichkeit von nicht voll ausgefärbten Jungvögeln der Mehlschwalbe mit der Graubürzelschwalbe (Pseudhirundo griseopyga), einer auf Afrika beschränkten Schwalbenart. Bei dieser Art ist jedoch die Unterseite deutlich grauer gefärbt und der Schwanz ist länger und tiefer gegabelt.

## Stimme
Mehlschwalben sind sehr ruffreudige Vögel. Am häufigsten zu hören ist ein leises, schwatzendes Zwitschern oder Leiern, das nicht so abwechslungsreich und melodiös wie das der Rauchschwalbe ist. Im Flug und beim Anflug ans Nest ist regelmäßig ein tritri oder driddrli zu hören. Der Kontaktlaut ist ein hartes trieer, gelegentlich lautmalerisch auch als chirrp umschrieben. Dieser Ruf ist auch im Überwinterungsgebiet zu hören. Der Alarmruf ist ein schrilles tsier oder tseep.
Auffallend sind die Bettellaute, die die jungen Mehlschwalben ab einem Alter von zwei bis vier Tagen von sich geben. Junge Nestlinge lassen zunächst ein einsilbiges tik tik tik hören; bei älteren Nestlingen ändert sich dies zu einem zittritvitvii. Ab einem Alter von etwa zwei Wochen sind die Bettellaute der Nestlinge auch während der Nacht zu hören.

## Verbreitung

Verbreitung der Mehlschwalbe:
Brutgebiete
Migration
Überwinterungsgebiete

Das Verbreitungsgebiet der beiden Unterarten der Mehlschwalbe erstreckt sich über Eurasien und Afrika. Es wird auf insgesamt 10 Millionen Quadratkilometer geschätzt.
Die unter anderem in Mitteleuropa brütende Nominatform Delichon urbicum urbicum hat ein Verbreitungsgebiet, dessen Nordgrenze in Skandinavien etwa beim 71. nördlichen Breitengrad und in Westsibirien beim 62. Breitengrad liegt. Die östliche Verbreitungsgrenze verläuft durch die Mongolei und entlang des Flusses Jenissei. In südlicher Richtung erstreckt sich das Verbreitungsgebiet bis zum Mittelmeergebiet und Südosteuropa. Die Nominatform kommt unter anderem auf den Balearen, Malta, Korsika, Sardinien, Sizilien sowie Zypern vor. Brutgebiete finden sich auch im nordwestlichen Afrika von Marokko bis ins nördliche Algerien. Vereinzelt finden sich auch brütende Mehlschwalben in Tunesien, Libyen, Israel, im Gebiet der Sahara sowie in Südafrika und Namibia. Weiter östlich erstreckt sich das Verbreitungsgebiet bis zur Krim, dem Kaukasus und verläuft bis in den Norden Afghanistans. Vorgeschobene Brutgebiete finden sich außerdem im Pamirgebiet, im Norden von Kaschmir, in Ladakh und im Norden von Punjab.
Die Überwinterungsgebiete der Nominatform liegen für die östlichen Populationen in Nordostindien. In Afrika erstreckt sich das Überwinterungsgebiet vom Süden der Sahara bis zur Kapprovinz.
Die Unterart Delichon urbicum lagopodum brütet vom westsibirischen Tiefland bis zum mittelsibirischen Bergland und der Region der Flüsse Lena und Jana, dem Delta des Flusses Kolyma und der Tschuktschen-Halbinsel. Das Verbreitungsgebiet erreicht in Ostsibirien seine nördliche Grenze beim 69. Breitengrad. In südlicher Richtung erstreckt sich das Verbreitungsgebiet bis zum Altai, der nördlichen Mongolei und Nordostchina. Die Unterart überwintert im Süden Chinas und in Südostasien. Überwinternde Mehlschwalben dieser Unterart sind unter anderem im Gebiet Indochinas und in Assam anzutreffen.

## Lebensraum
Bei Mehlschwalben handelt es sich ursprünglich um Brutvögel, die an senkrechten Felswänden brüten. Brutkolonien an solchen natürlichen Stellen gibt es bis heute. In Tibet ist die Mehlschwalbe sogar ein ausgesprochener Gebirgsvogel, der Fels-, Erd- und Lösswände noch bis in eine Höhe von 4.600 Metern nutzt, um dort seine Nester anzulegen. Im europäischen Verbreitungsgebiet ist die Art dagegen überwiegend ein Kulturfolger, der die offene und besiedelte Kulturlandschaft als Lebensraum nutzt. Auch im europäischen Verbreitungsgebiet siedeln Mehlschwalben noch in großer Höhe. In Österreich ist eine Kolonie von Mehlschwalben am Großglockner in einer Höhe von 2450 Metern belegt; in der Schweiz brüteten Mehlschwalben am Furkapass in einer Höhe von 2431 Metern. In Spanien erreicht die Höhenverbreitung 2600 Meter.
Mehlschwalben sind auf freie Flächen mit niedriger Vegetation angewiesen. Dies ermöglicht ihnen die Jagd auf Luftplankton auch dann, wenn dieses wegen regnerischen oder stürmischen Wetters niedrig fliegt. Die Nähe von größeren Gewässern ist gleichfalls notwendig, um geeignetes Nistmaterial zu finden. In der Literatur gibt es unterschiedliche Angaben, wie ausgeprägt das Kulturfolgeverhalten der Mehlschwalbe insbesondere im Vergleich zur Rauchschwalbe ist. Hohe Luftverschmutzung kann dafür verantwortlich sein, dass Mehlschwalben in einigen Regionen Städte meiden. Nachdem in Großbritannien nach der Verabschiedung und Umsetzung des Clean Air Act of 1956 (Gesetz zur Luftreinheit) die Luftverschmutzung in britischen Städten zurückgegangen war, siedelten sich Mehlschwalben selbst in Städten wie London wieder im Stadtkern an.
In den Überwinterungsgebieten nutzt die Mehlschwalbe gleichfalls offene Landschaften. Die Mehlschwalbe ist dort jedoch weniger auffällig als die im gleichen Raum überwinternden Rauchschwalben. Sie fliegt höher und besitzt eine stärker nomadische Lebensweise. In den tropischen Regionen des Überwinterungsgebietes wie etwa in Ostafrika und Thailand halten sich Mehlschwalben grundsätzlich eher in Höhenlagen auf.

## Zugverhalten und Ortstreue

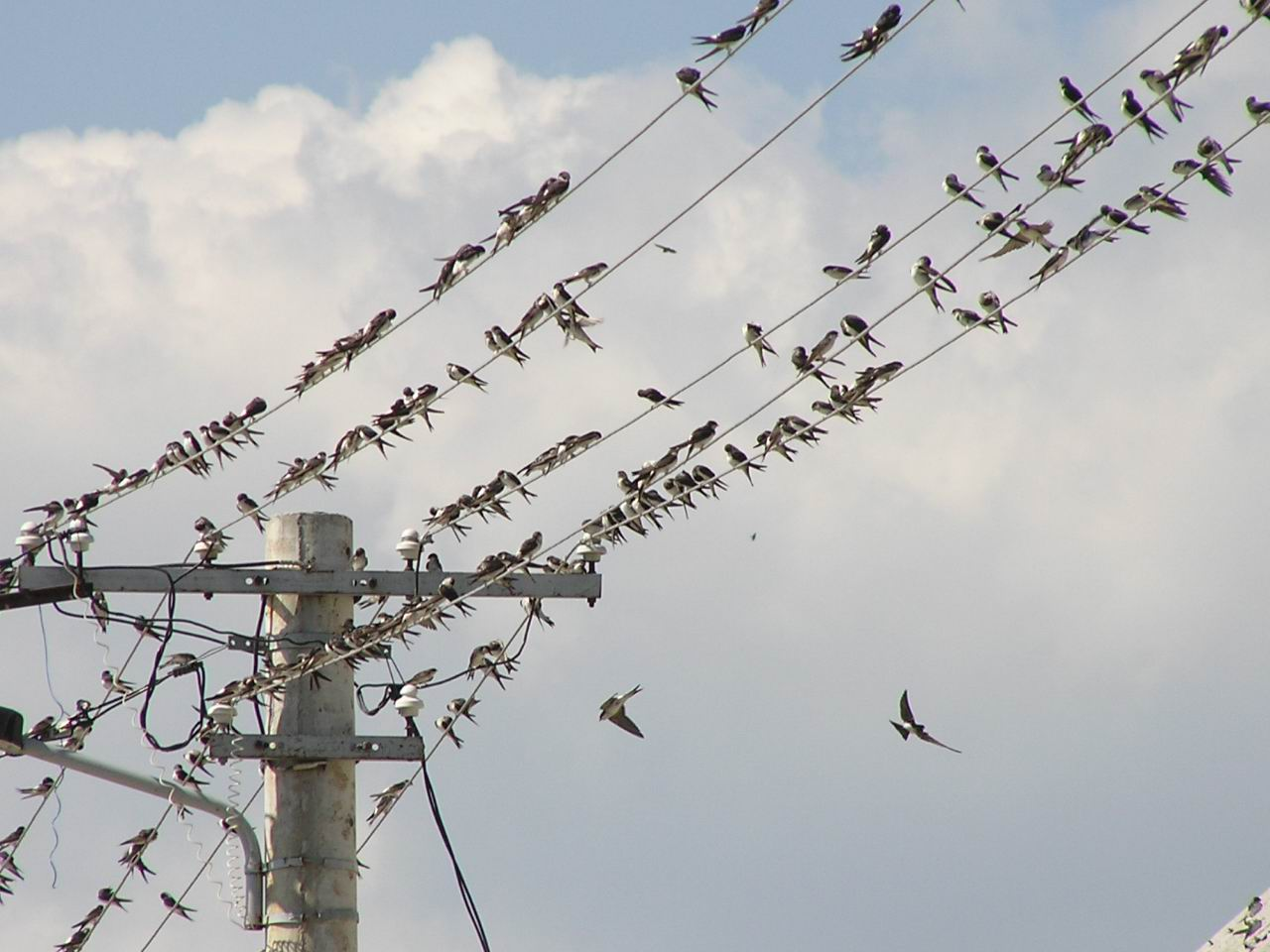
Versammelte Mehlschwalben

Mehlschwalben sind Langstreckenzieher, die in einer breiten Front den Mittelmeerraum und die Sahara überqueren. Der Höhepunkt des Zugbeginns in West- und Mitteleuropa liegt zwischen Ende August und Anfang Oktober, im südlichen Brutgebiet setzt er etwas später ein. Die Rückkehr in die Brutgebiete erfolgt im April und Mai, wobei es starke regionale Unterschiede gibt. Für Luxemburg wurde als durchschnittliches Ankunftsdatum der 13. April ermittelt, in Estland fällt es auf den 19. Mai. In der Regel treffen Mehlschwalben dabei rund 10 Tage nach den Rauchschwalben ein. Mehlschwalben ziehen grundsätzlich während des Tages. Einige Vögel scheinen jedoch auch während der Nacht weiterzuziehen. Den Herbstzug in ihre afrikanischen Winterquartiere treten Mehlschwalben in Deutschland etwa ab Ende August/Anfang September an. Zunächst sammeln sie sich bis Ende September im Süden Deutschlands.
Wie für viele Langstreckenzieher charakteristisch, finden sich Mehlschwalben als Irrgäste immer wieder in Regionen ein, die nicht zu ihrem normalen Verbreitungsgebiet gehören. So wurden sie bereits in Nepal, Alaska und Neufundland, auf Grönland, Island, den Bermudas, den Malediven und den Azoren beobachtet.
Zu den Charakteristika der Mehlschwalbe gehört eine hohe Treue zu ihrem Geburtsort. Von in 60 oberschwäbischen Ortschaften ausgeflogenen 4700 Nestlingen kehrten im Folgejahr rund 450 als Brutvogel in ihren Geburtsort zurück. Die Differenz zwischen ausfliegenden Nestlingen und Rückkehrern ist dabei überwiegend auf Verluste während des Zuges zurückzuführen. Untersuchungen legen nahe, dass sich männliche Mehlschwalben nach der Rückkehr in den Norden im Durchschnitt knapp 1,5 Kilometer entfernt von ihrem Herkunftsnest ansiedeln. Weibchen sind dagegen etwas wanderfreudiger und siedeln sich im Schnitt in rund 3,2 Kilometer Entfernung an. Auch die Rückkehr und Wiederansiedelung am „Geburtshaus“ und teilweise sogar im „Geburtsnest“ kommt vor: Von 165 kontrollierten Weibchen kehrte eines in das Nest zurück, in dem es geschlüpft war, sieben weitere brüteten am selben Haus, an dem ihr Nest hing. Auch bei dieser Untersuchung bestätigte sich eine höhere Ortstreue der Männchen. Von 279 kontrollierten Männchen nutzten acht ihr Herkunftsnest für eigene Bruten und 54 weitere Männchen brüteten am selben Haus.

## Ernährung

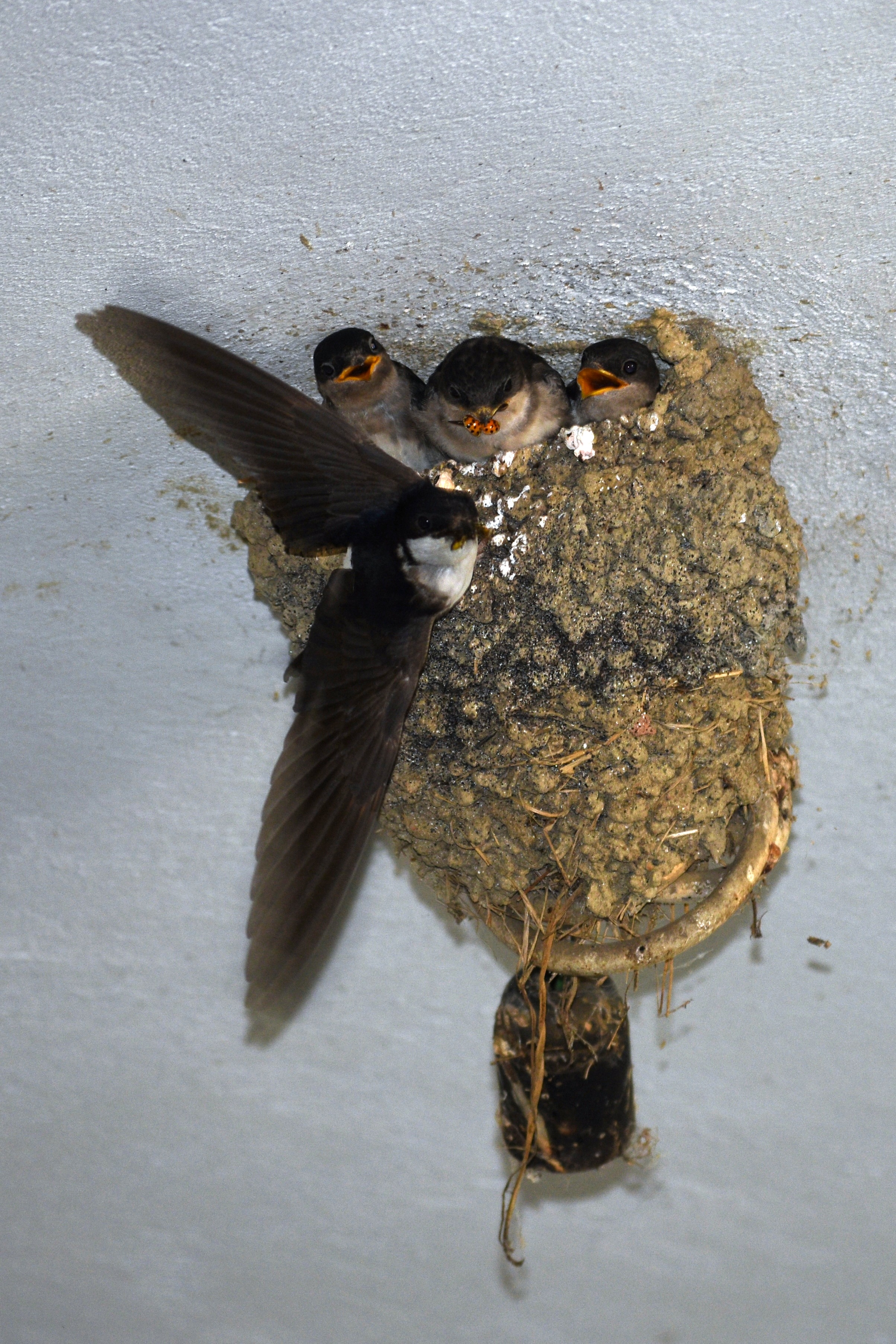
Fütterung der Mehlschwalbenjungen

In ihrem Nahrungsverhalten gleicht die Mehlschwalbe anderen insektivoren Vögeln, insbesondere den Schwalben und den nicht mit dieser Familie verwandten Seglern wie etwa dem Mauersegler, die in der Luft nach Insekten jagen. Die jeweilige Nahrungszusammensetzung ist vom Angebot bestimmt. Bei einer Untersuchung am in den Schweizer Voralpen gelegenen Thunersee machten Fliegen, Mücken und Blattläuse etwa 80 Prozent der Nahrung aus. Weitere 10 Prozent bestanden aus Wasserinsekten. Auch Untersuchungen in anderen Regionen bestätigen die hohe Bedeutung von Blattläusen, Fliegen und Mücken in der Nahrung der Mehlschwalben. Schnabelkerfe, Käfer, Schmetterlinge und Webspinnen zählen zu den weiteren von Mehlschwalben gefressenen Gliederfüßern.
Vorüberfliegende Insekten werden meist von unten her erjagt, indem die Mehlschwalben mit schnellem Flügelschlag nach oben schießen, das Insekt mit dem Schnabel packen und dann meist auf ihre vorherige Flughöhe zurückgleiten. Sofern die Mehlschwalben keine Jungen mit Nahrung versorgen müssen, schlucken sie die gefangenen Insekten sofort hinunter. Versorgen sie Nestlinge, sammeln sie die erjagten Insekten in ihrem Kehlsack. Langflüglige Insekten wie Eintagsfliegen oder größere Schmetterlinge werden meist im Schnabel zum Nest gebracht.
Für die Nahrungssuche entfernen sie sich bis zu zwei Kilometer vom Nest. Im Schnitt gehen sie aber 450 Meter vom Niststandort entfernt auf Jagd.

## Fortpflanzung

### Das Nest

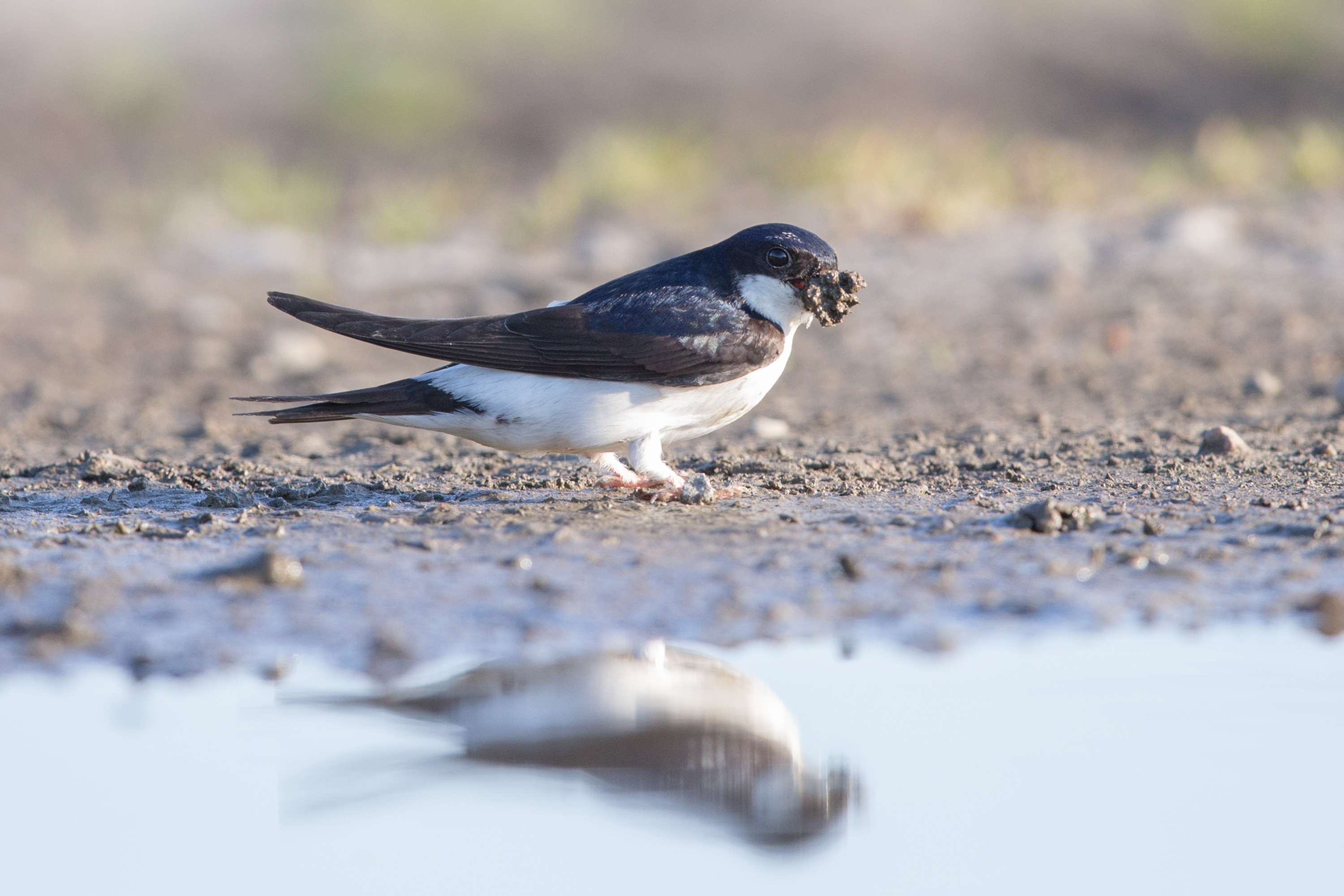
Mit feuchter Erde zum Nestbau im Schnabel

Mehlschwalben sind Koloniebrüter und die Nester sind gelegentlich so nahe aneinander gebaut, dass sie sich an ihrer Basis berühren. Kolonien bestehen meist aus vier bis fünf Nestern. Es sind aber auch Kolonien belegt, die tausende von Nestern umfassten.

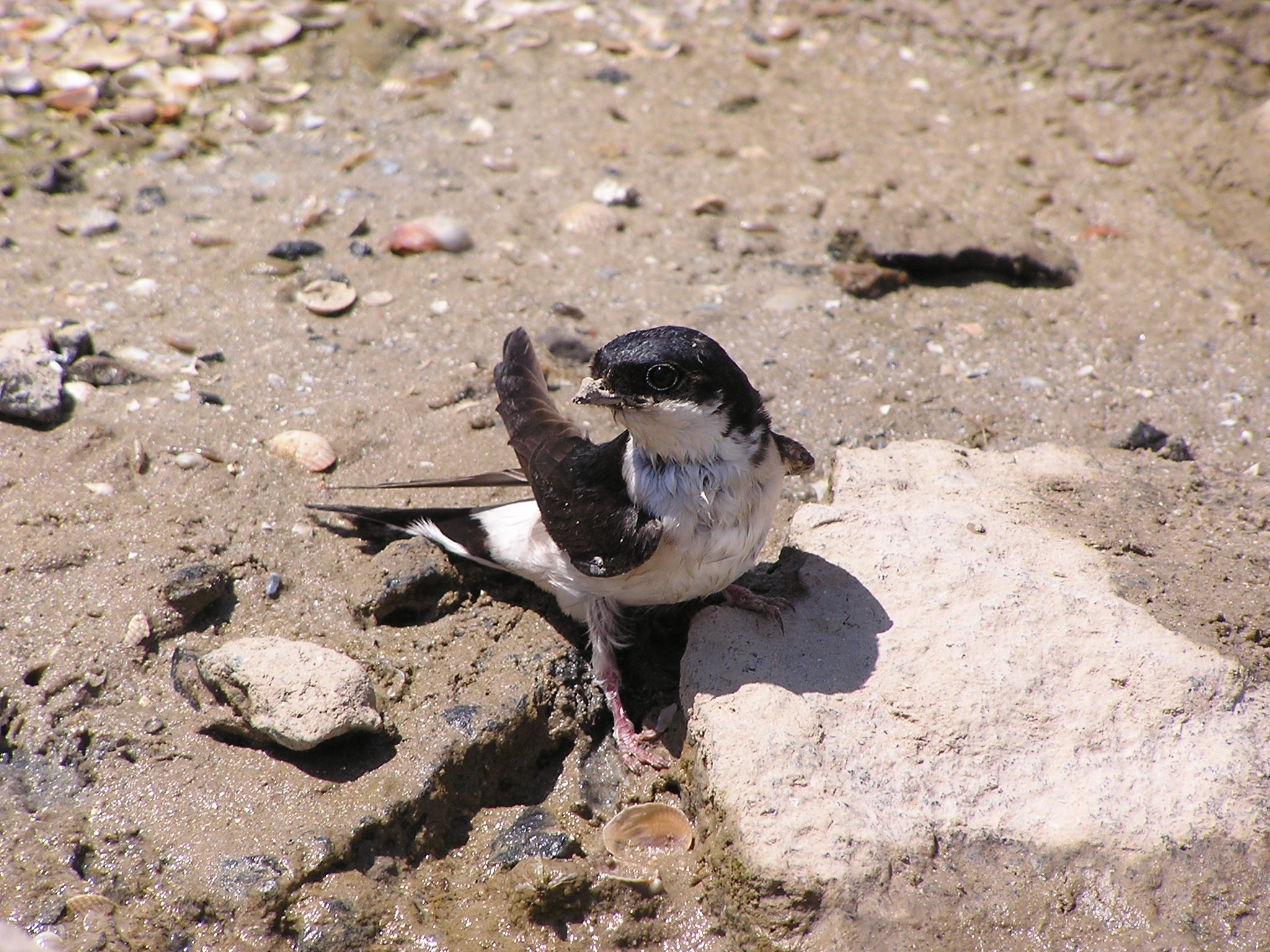
Mehlschwalbe sammelt Lehmklümpchen an einer Pfütze

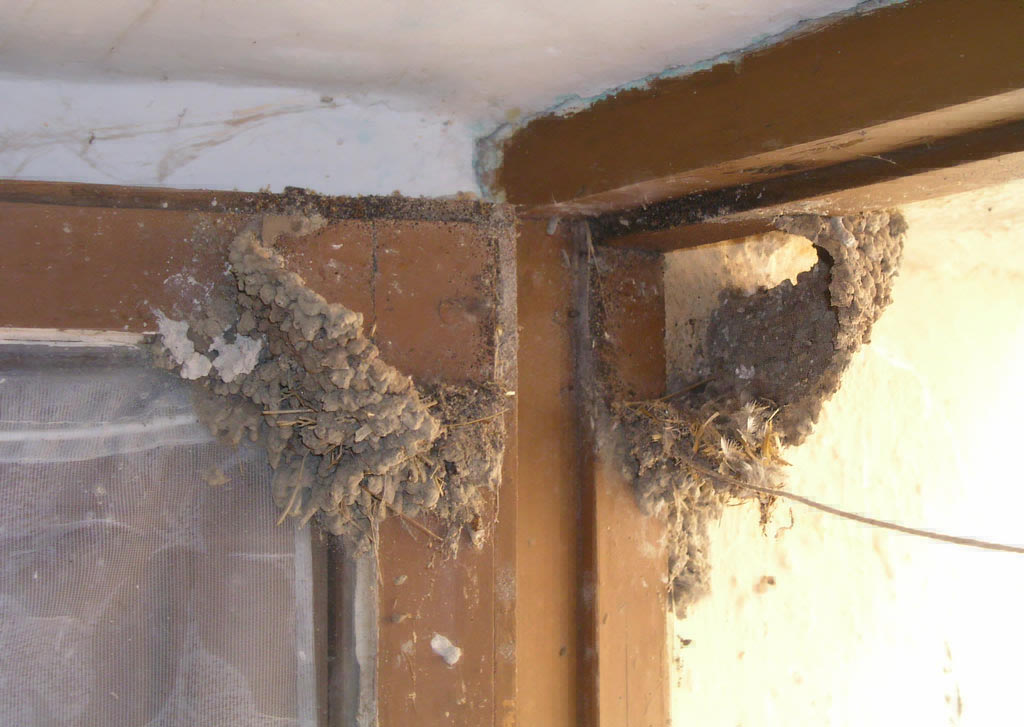
Zerbrochenes Nest

Ihr Nest bauen Mehlschwalben an senkrechten Wänden unter natürlichen oder künstlichen Überhängen, zum Beispiel unter Felsenvorsprüngen, Dachtraufen, Dachrändern oder Toreinfahrten. Nester außerhalb menschlicher Siedlungen, etwa an isolierten Bauwerken wie Betonbrücken, sind selten. Sofern es bereits vorhandene Nester gibt, werden diese bevorzugt bezogen. Voraussetzung für den Nestbau ist, dass der als Baumaterial verwendete Lehm unmittelbar an der Nistwand haftet. Werden die Nester an Felsen gebaut, werden daher Oberflächen gewählt, die frei von Moosen und Flechten sind. Anders als die Rauchschwalbe errichten Mehlschwalben ihr Nest nur in Ausnahmefällen innerhalb von Gebäuden.
Am Nestbau sind beide Eltern beteiligt; der Baubeginn ist abhängig von Witterung und Höhenlage. Das Nest wird aus feuchten Lehm- oder Erdklümpchen aufgemauert, wobei die Tiere den Nestwall stets von der Innenseite her weiterbauen. Das Baumaterial nehmen die Mehlschwalben an Gewässerufern, Pfützen oder ähnlichen Stellen auf. Fertige Nester haben eine geschlossene, halbkugelige Form. Das Einflugloch befindet sich oben. Innen wird das Nest mit Halmen, Federn und ähnlichem weichen Material gepolstert. Der Nestbau nimmt 10 bis 14 Tage in Anspruch.
Das entstehende Nest wird auch gerne von anderen Vogelarten als Nistplatz genutzt. Haussperlinge versuchen regelmäßig, die von Mehlschwalben begonnenen Nester zu erobern. Gelingt ihnen dies, beginnen die Mehlschwalben an einer anderen Stelle ihr Nest erneut zu errichten. Bei fertigen Nestern ist das Einflugloch so klein, dass Haussperlinge ausgeschlossen sind. Zu den weiteren Vogelarten, die gelegentlich Mehlschwalbennester besetzen, zählen Blaumeise, Baumläufer, Gartenrotschwanz, Hausrotschwanz, Kohlmeise, Weidensperling, Feldsperling, Zaunkönig, Grauschnäpper und Haustaube.

### Das Gelege

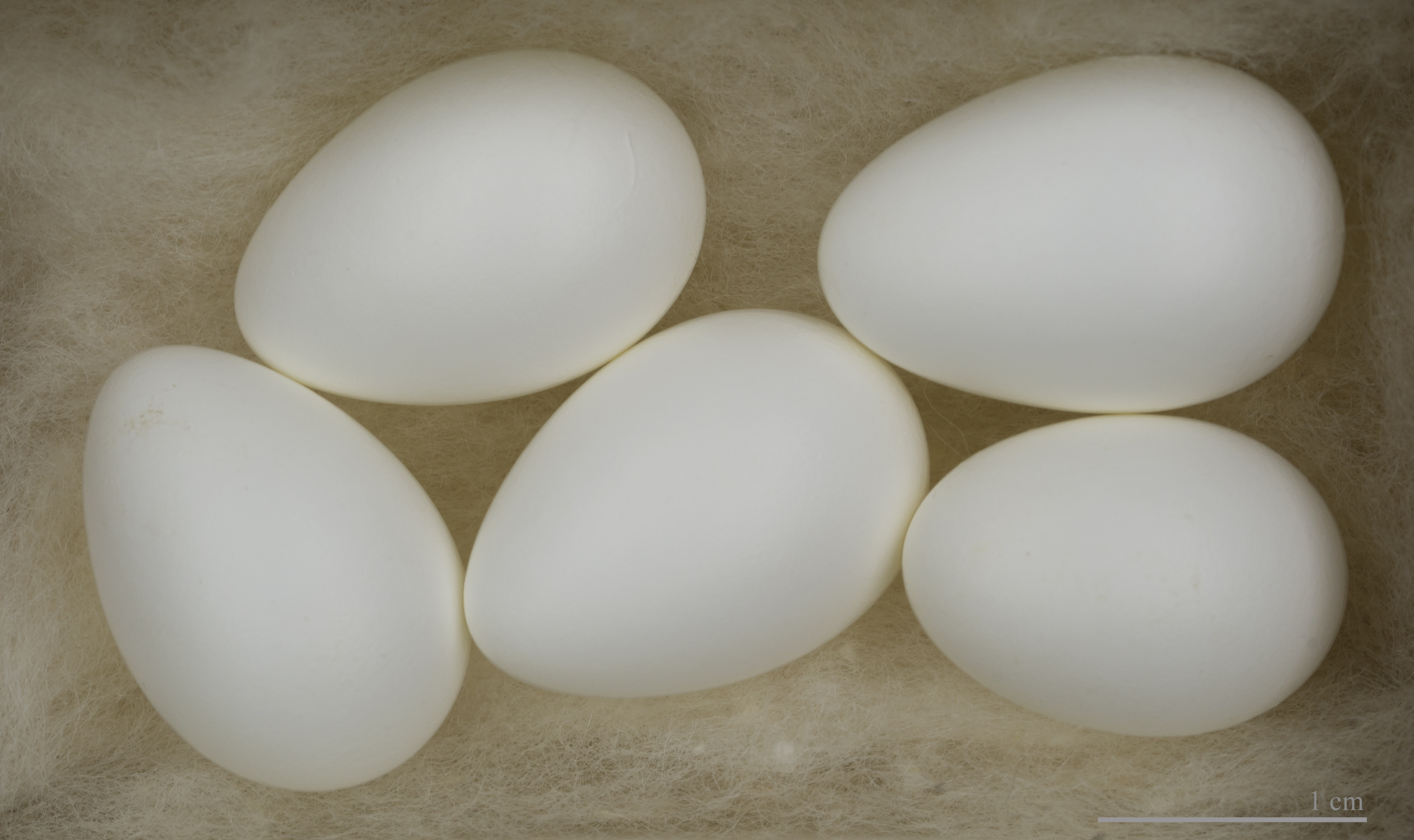
Eier der Mehlschwalbe

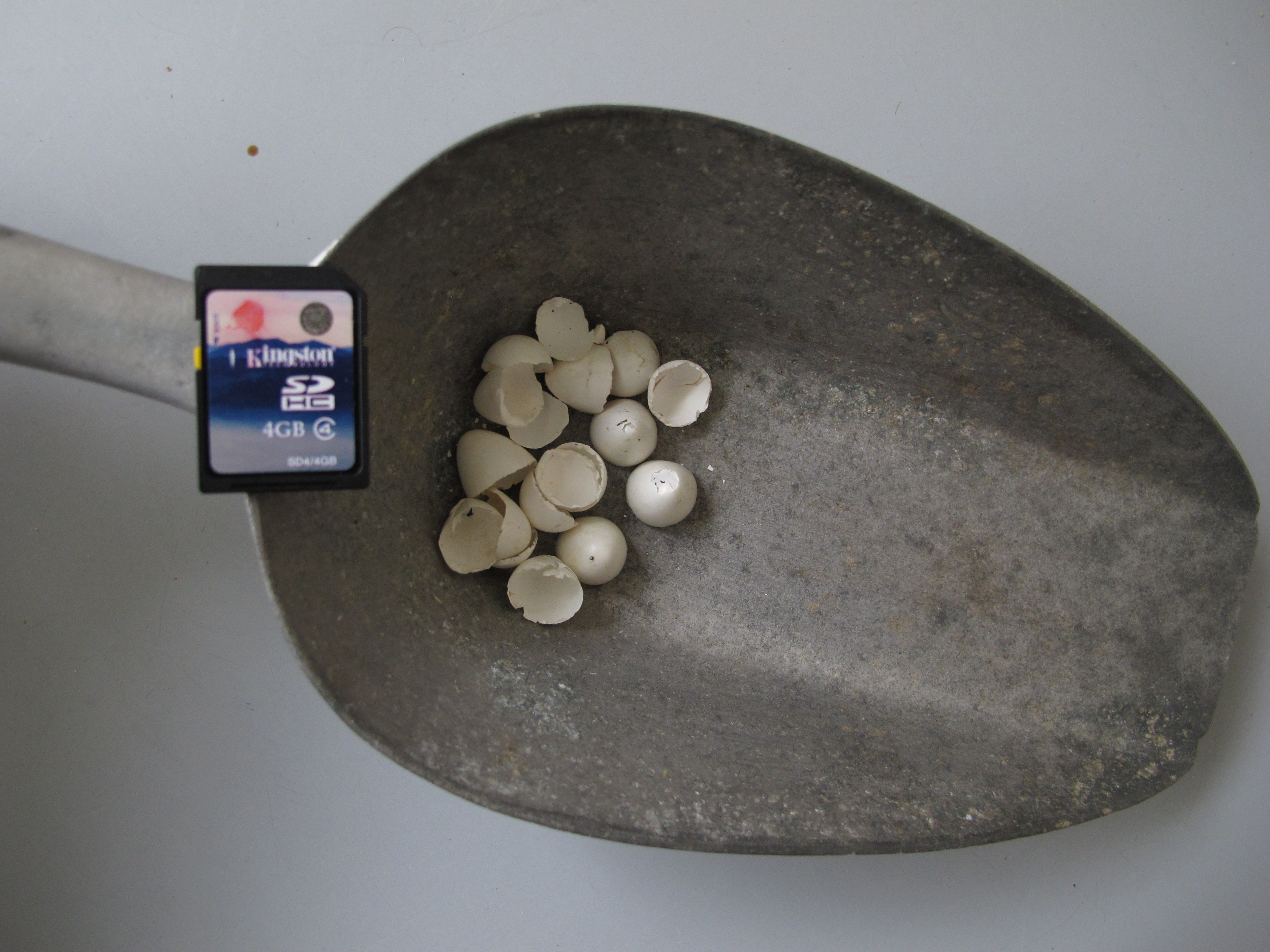
Eierschalen der Mehlschwalben

Ein Gelege besteht aus drei bis fünf reinweißen Eiern. Sie werden in der Regel mit einem Abstand von jeweils einem Tag gelegt. Beide Elternvögel brüten, allerdings ist der Anteil des Weibchens am Brutgeschäft höher. Bereits nach der Ablage des ersten Eis bleibt ein Elternvogel im Nest sitzen, wenngleich noch mit vielen Unterbrechungen. Ein festes und intensives Brüten beginnt mit der Ablage des letzten Eis. Die jungen Schwalben schlüpfen normalerweise nach 14 bis 16 Tagen. Sie sind bereits nach 22 bis 32 Tagen flügge. Ausgeflogene Jungvögel bleiben zunächst in der Nähe des Nestes und werden von den Eltern noch bis zu einer Woche gefüttert.
Eine schottische Studie zeigte, dass rund fünfzehn Prozent der Nestlinge nicht mit ihrem vermeintlichen Vater verwandt sind. Ein verpaartes Männchen stellt zwar zu Beginn der Brutperiode sicher, dass sein Weibchen nur wenig Zeit alleine am Nest verbringt und begleitet es auch während seiner Flüge. Diese Bewachung des Weibchens lässt aber nach der Ablage des ersten Eis nach. Es sind daher die jüngsten Nestlinge, die mit einer höheren Wahrscheinlichkeit von einem anderen Männchen gezeugt wurden.
Der ersten Brut folgt im Regelfall eine zweite, bei der jedoch die Größe des Geleges etwas kleiner ist. Auch Drittgelege kommen im Süden des Brutgebietes vor. Späte Nestlinge sind allerdings der Gefahr ausgesetzt, dass die Elternvögel nicht mehr ausreichend Nahrung für sie finden. Der Bruterfolg der Mehlschwalben ist zugleich positiv mit dem Lebensalter der Elternvögel korreliert. Bei Brutpaaren, bei denen das Männchen noch einjährig war, schlüpften aus zehn Eiern sieben Küken. War das Paar älter, schlüpfen aus neun von zehn Eiern Küken. Von zehn Küken werden je nach Witterungsbedingungen sechs bis acht flügge.
Frisch geschlüpfte Mehlschwalben betteln zunächst mit ausgestrecktem Hals und senkrecht nach oben gerichtetem Schnabel. Erst mit einem Lebensalter von etwa einer Woche wenden sie zielgerichtet den Kopf den Elternvögeln zu. Zur Übergabe des Futters steckt der Elternvogel seinen Schnabel tief in den Hals des Jungvogels und schiebt ihm die Nahrung in den Schlund. Nahrung, die nicht in den Schlund der Jungvögel gelangt, wird von diesen nicht beachtet. Bei Zweitgelegen füttern gelegentlich die Mehlschwalben der ersten Brut mit.

## Lebenserwartung und Mortalitätsursachen
Von zehn ausgewachsenen Mehlschwalben erreichen nur drei bis sechs das nächste Lebensjahr. Obwohl einzelne Individuen belegt sind, die ein Lebensalter von 10 und 14 Jahren erreichten, erlebt die überwiegende Zahl der Mehlschwalben das vierte Lebensjahr nicht. Das Durchschnittsalter einer Mehlschwalbenpopulation beträgt lediglich zwei Jahre.

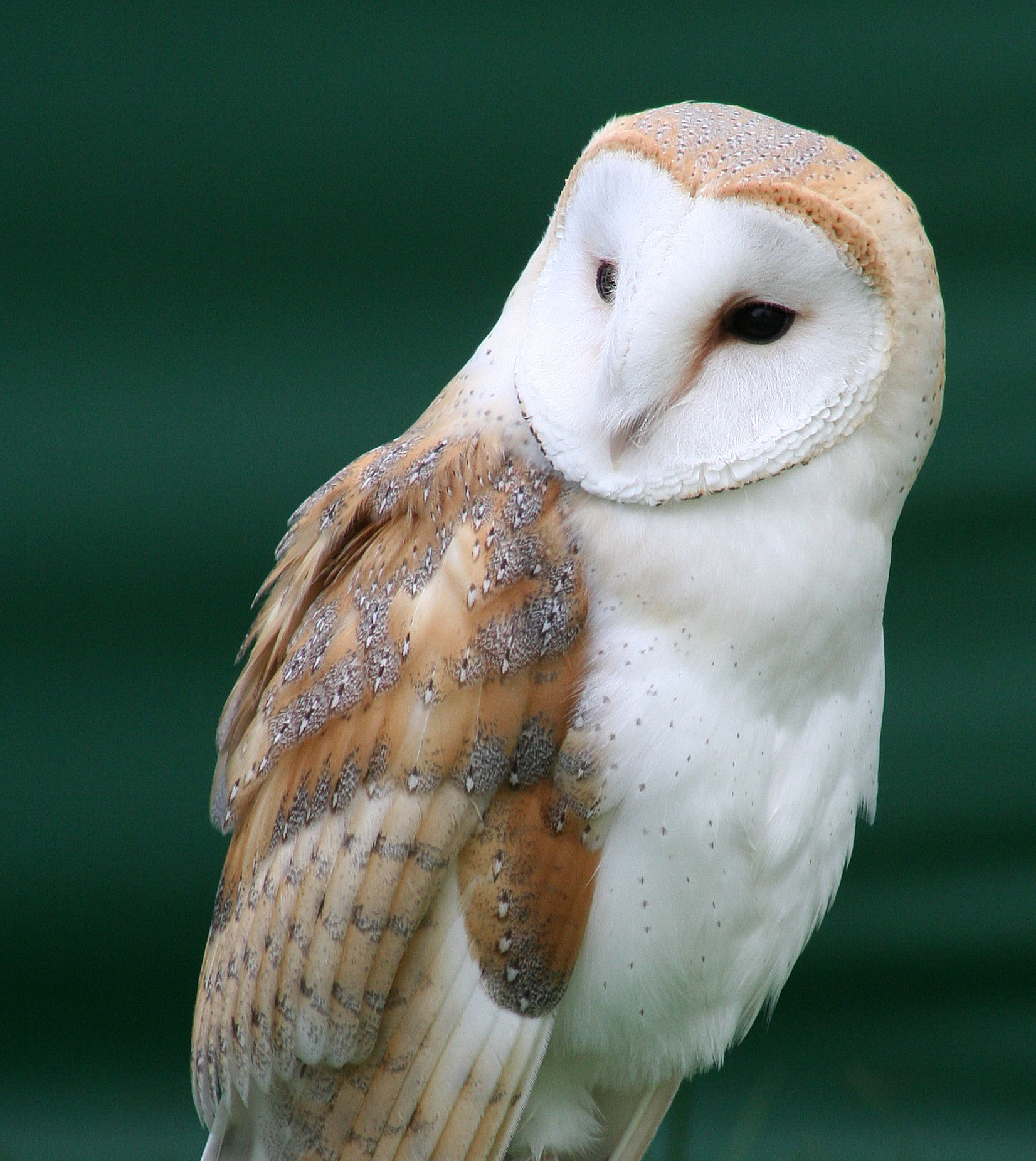
Schleiereulen greifen mitunter nachts Mehlschwalben aus ihren Nestern

Mehlschwalben werden von einer Reihe von Außen- und Innenparasiten befallen. Zu den Innenparasiten zählen Saugwürmer, Bandwürmer und Fadenwürmer.
Als Ektoparasiten treten Federlinge, Lausfliegen, Flöhe wie Ceratophyllus hirundinis, Milben und Schmeißfliegen auf. In den Nestern der Mehlschwalben findet man außerdem die Schwalbenwanze. In einer polnischen Studie wurden in den Nestern von Mehlschwalben 29 verschiedene Arten von Ektoparasiten gefunden. Ektoparasiten können unter anderem auch die Vogelmalaria auf Mehlschwalben übertragen. Befallene Tiere zeigen Apathie und Blutarmut und haben eine eingeschränkte Reproduktionsrate.
Adulte Mehlschwalben werden verhältnismäßig selten von Greifvögeln geschlagen. Angriffen von Greifvögeln sind sie am ehesten ausgesetzt, wenn sie zur Aufnahme von Baumaterial am Boden sitzen. Sperber, Habichte, Schwarz- und Rotmilane schlagen nur gelegentlich Mehlschwalben. Der Greifvogel, der am ehesten Mehlschwalben erbeutet, ist der Baumfalke. Normalerweise sind die Mehlschwalben in der Luft aber so wendig, dass sie Verfolgern entkommen. Schleiereulen sind in der Lage, die nachts in den Nestern ruhenden Mehlschwalben herauszuziehen. Einzelne Studien haben unter den von dieser Eulenart erbeuteten Vögeln einen Anteil an Mehlschwalben zwischen vier und acht Prozent nachgewiesen. Auch Waldkäuze erbeuten gelegentlich während der Nacht Mehlschwalben. Schwarzspechte zerstören mitunter die Nester von Mehlschwalben, um die Eier und Nestlinge zu rauben. Elstern spezialisieren sich gelegentlich gleichfalls auf diese Form des Beuteerwerbs. Säugetiere spielen als Beutegreifer der Mehlschwalben nur eine untergeordnete Rolle. Mitunter spezialisieren sich Hauskatzen auf die Jagd auf Mehlschwalben, wenn diese an nur einer bestimmten Stelle die Möglichkeit haben, Material für den Nestbau zu sammeln oder auf dem Weg zu ihren Nestern einzelne Stellen niedrig fliegend passieren müssen. Ratten und verschiedene Marderarten rauben Nester aus, die sie erreichen können und zerstören dabei gelegentlich ganze Kolonien.
Widrige Wetterbedingungen, besonders kalte und nasse Sommer, führen ebenfalls zu einer hohen Jungensterblichkeit. Ausgewachsene Mehlschwalben sind vor allem gefährdet, wenn während des Zuges Schlechtwetterperioden auftreten. Im September und Oktober 1974 führte ein früher Wintereinbruch in vielen Gebieten Mitteleuropas dazu, dass Tausende von Mehlschwalben durch Nahrungsmangel zu Grunde gingen oder so geschwächt waren, dass sie ihren Zug nicht fortsetzen konnten. Einige Ornithologen gehen davon aus, dass extreme Wetterschwankungen auf Grund der Klimaveränderungen zukünftig häufiger auftreten werden. Damit könnte auch die Sterblichkeit ansteigen.

## Bestand und Schutzmaßnahmen
Die europäische Population wird auf 20 bis 48 Millionen Individuen geschätzt, wobei der Bestand starken Schwankungen unterworfen ist. Die IUCN hat die Mehlschwalbe in die Kategorie „least concern“ oder „Keine Gefährdung“ eingeordnet. Eine Reihe von Naturschutzorganisationen teilt diese Einschätzung nicht und geht davon aus, dass die Mehlschwalbe mittelfristig in ihrem Bestand bedroht ist. Die Rote Liste der Brutvögel Deutschlands von 2020 führt die Art in der Kategorie 3 als gefährdet.

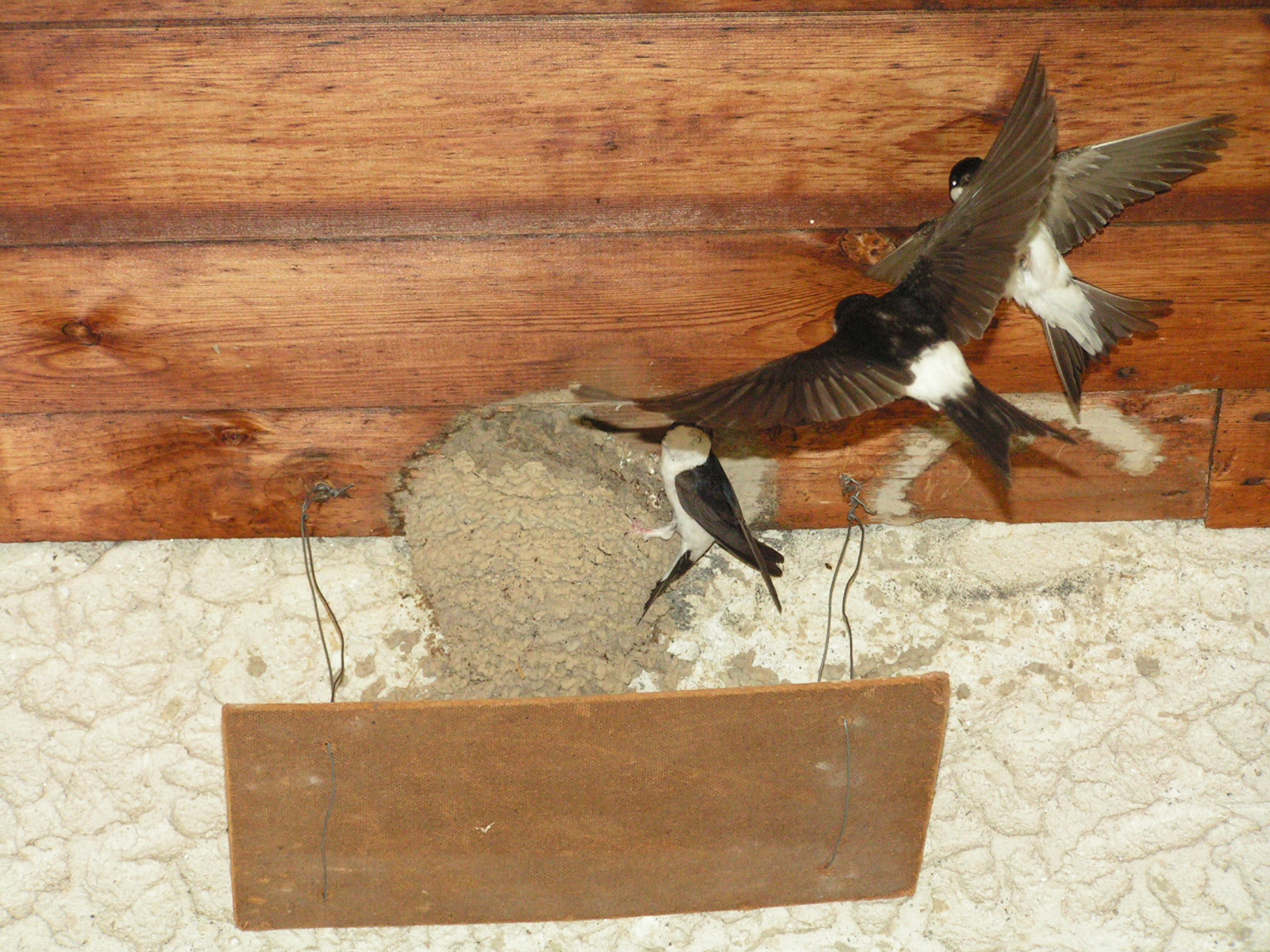
Nest mit einem Schutzbrett, das verhindern soll, dass die Schwalben mit ihrem Kot die Fassade verschmutzen

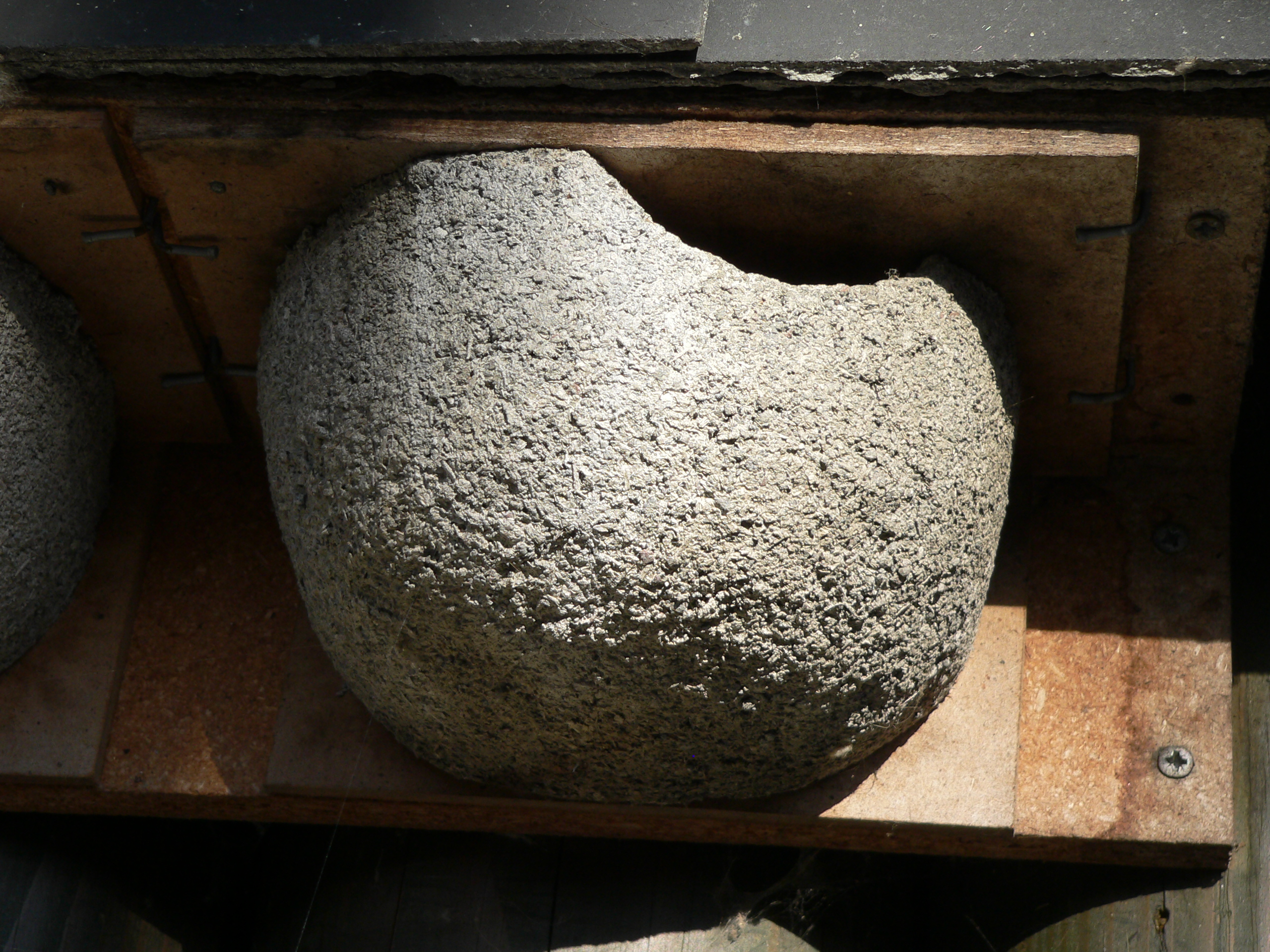
Künstliches Mehlschwalbennest

Die Mehlschwalbe gehört zu den Arten, die über Jahrhunderte von menschlichen Aktivitäten profitiert haben. Das Abholzen der Wälder und die Errichtung menschlicher Siedlungen ging für die Mehlschwalbe mit einer Steigerung der Nistmöglichkeiten einher. Als attraktiver Vogel, der sich von fliegenden Insekten ernährt, wurde die Mehlschwalbe vom Menschen dabei als nützlich begriffen und im Allgemeinen toleriert, wenn sie an Hauswänden nistete. In den letzten Jahrzehnten haben der Einsatz von Pestiziden und eine sich verändernde Landwirtschaft zu einem Rückgang der Art geführt. Negativ auf den Bestand wirken sich außerdem vor allem die Veränderungen im Siedlungsbereich aus: An modernen glatten Fassaden haften die Nester nicht und bei Renovierungsarbeiten werden sie oft achtlos oder mutwillig zerstört. Auf versiegelten Flächen finden die Mehlschwalben kein Baumaterial für ihre Nester. Seit 2002 steht die Mehlschwalbe in der Bundesrepublik Deutschland auf der Vorwarnliste für bedrohte Vogelarten. Als europäische Vogelart steht sie wie Rauchschwalbe, Mauersegler und Haussperling im Gebiet der EU seit 1980 unter Artenschutz. In Deutschland ist sie besonders geschützt, so dass es verboten ist, die Tiere zu fangen oder zu töten oder während ihrer Fortpflanzungs-, Aufzucht- oder Wanderzeiten erheblich zu stören, die Nester zu beschädigen oder die Eier aus der Natur zu entnehmen oder zu beschädigen.
Naturschutzorganisationen machen regelmäßig darauf aufmerksam, wie einfach es ist, Mehlschwalben zu helfen: Die im Handel erhältlichen Kunstnester werden von Mehlschwalben angenommen, sofern noch in der weiteren Umgebung Mehlschwalben nisten. Ein waagrechtes Brett unterhalb der Nester verhindert dabei, dass Kot die Fassade verschmutzt. Empfohlen wird gelegentlich, diese Bretter mindestens 50 Zentimeter unterhalb der Nester zu befestigen, damit Nesträuber die Gelege nicht erreichen können. Das Anlegen kleiner Lehmpfützen hilft, den Mehlschwalben geeignetes Nistmaterial zur Verfügung zu stellen. Darüber hinaus kann das Errichten eines Schwalbenhauses als Ergänzung, Sicherung oder Ersatz für eine Kolonie an Gebäuden eine sinnvolle Hilfsmaßnahme sein. Untersuchungen in Bielefeld und Gütersloh zur Annahme von Kunstnestern zeigte, dass im ersten Jahr 19 % und ab dem siebten Jahr 57 % der Nester genutzt wurden. An früher bereits besiedelten Standorten lag die Besiedlungsanteil bei 81 %. Bei vorher nicht besiedelten Standorten lag der Anteil der genutzten Kunstnester nur bei 36 %.

## Systematik

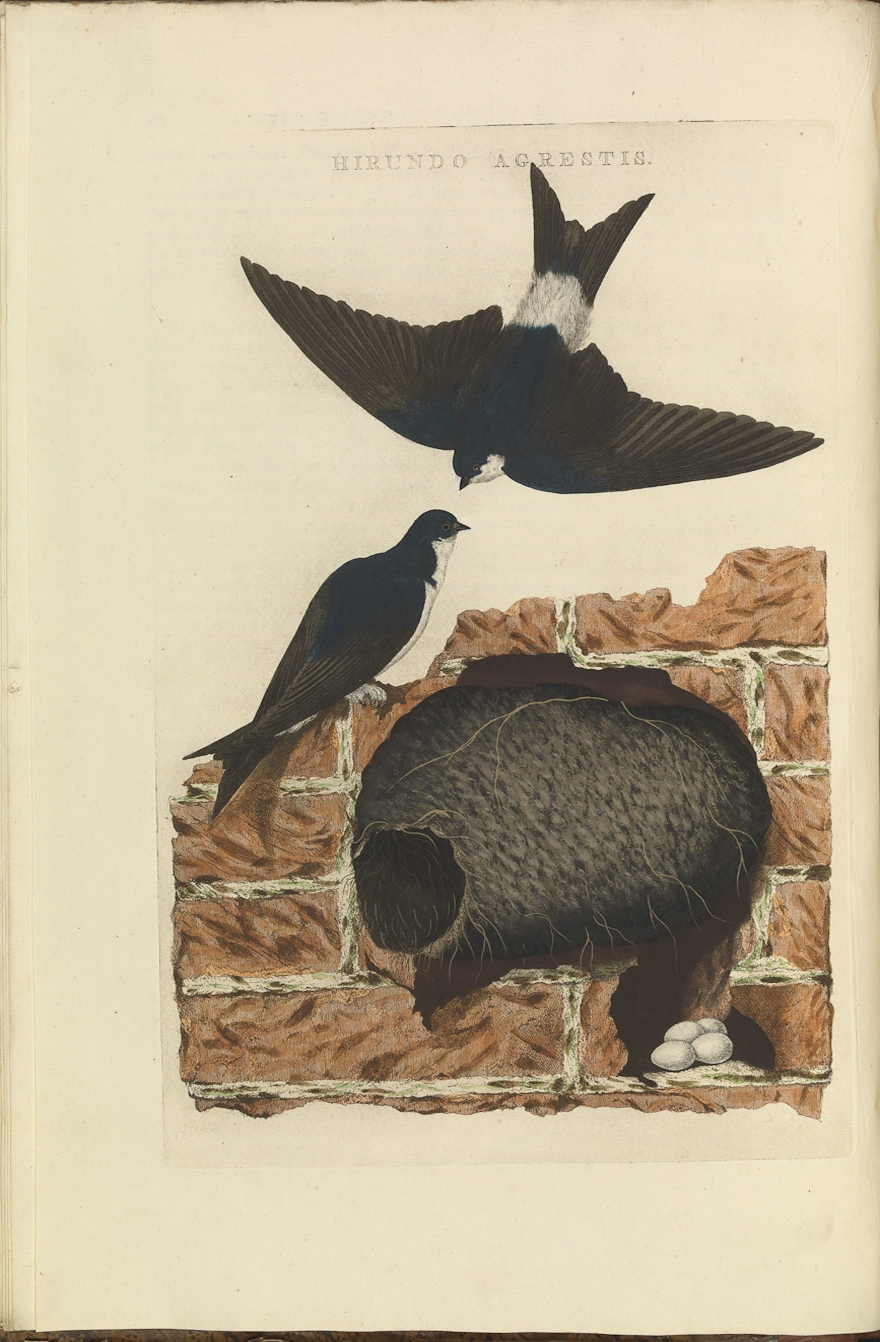
Mehlschwalben am Nest in Nederlandsche Vogelen, 1750

Carl von Linné gab 1758 den Mehlschwalben den wissenschaftlichen Namen Hirundo urbica, 1854 wurde die Art durch Thomas Horsfield und Frederic Moore der Gattung Delichon zugeordnet. Delichon ist ein Anagramm des altgriechischen Wortes χελιδών (chelīdōn) für Schwalbe. Die Artbezeichnung urbicum weist auf ihre Neigung hin, in Städten zu siedeln.
Die östliche Unterart Delichon urbicum lagopodum wurde erstmals durch den deutschen Zoologen Peter Simon Pallas 1811 beschrieben. Sie unterscheidet sich von der westlichen Nominatform durch ausgedehntere weiße Gefiederpartien an der Unterseite. Der Schwanz ist nicht so stark gegabelt wie bei der Nominatform. Es sind weitere Unterarten wie beispielsweise die im Mittelmeerraum beheimatete  Delichon urbicum meridionalis beschrieben worden. Die Merkmale, die sie von den anderen Unterarten unterscheiden, werden allerdings nicht als hinreichend deutlich angesehen, um eine Einstufung als Unterart zu rechtfertigen.
Die Gattung Delichon wurde erst vor verhältnismäßiger kurzer Zeit von der Gattung Hirundo abgespalten. Der Gattung gehören lediglich drei Arten an, die sich mit ihrer schwarzblauen Ober- und der weißen Unterseite ähneln. In der Vergangenheit ist mehrfach diskutiert worden, ob die Mehlschwalbe und die Kaschmirschwalbe (D. dasypus) nicht einer Art angehören. Die Kaschmirschwalbe ist in den Gebirgen Zentral- und Ostasiens beheimatet. Große äußere Ähnlichkeit weist die Mehlschwalbe auch mit der Nepalschwalbe (D. nipalense) auf, die in den Gebirgen Südasiens nistet.
Mehlschwalben können gelegentlich mit Rauchschwalben bastardieren. Innerhalb der Unterordnung der Singvögel ist dies sogar die häufigste Hybridisierung. Dies hat zu der Vermutung geführt, dass die Gattung Delichon sich möglicherweise nicht ausreichend genetisch von der Gattung Hirundo unterscheidet, um tatsächlich als eigenständige Gattung gelten zu können.

## Sonstiges
Die Mehlschwalbe war in Deutschland Vogel des Jahres 1974, in der Schweiz 2010. In Österreich wurde sie für das Jahr 2022 gewählt. Außerdem war sie Vogel des Jahres 2004 in Belarus, 2010 in Ungarn, 2013 in der Slowakei, 2015 in Luxemburg, 2017 in Norwegen und 2020 in Tschechien.